# Alienware

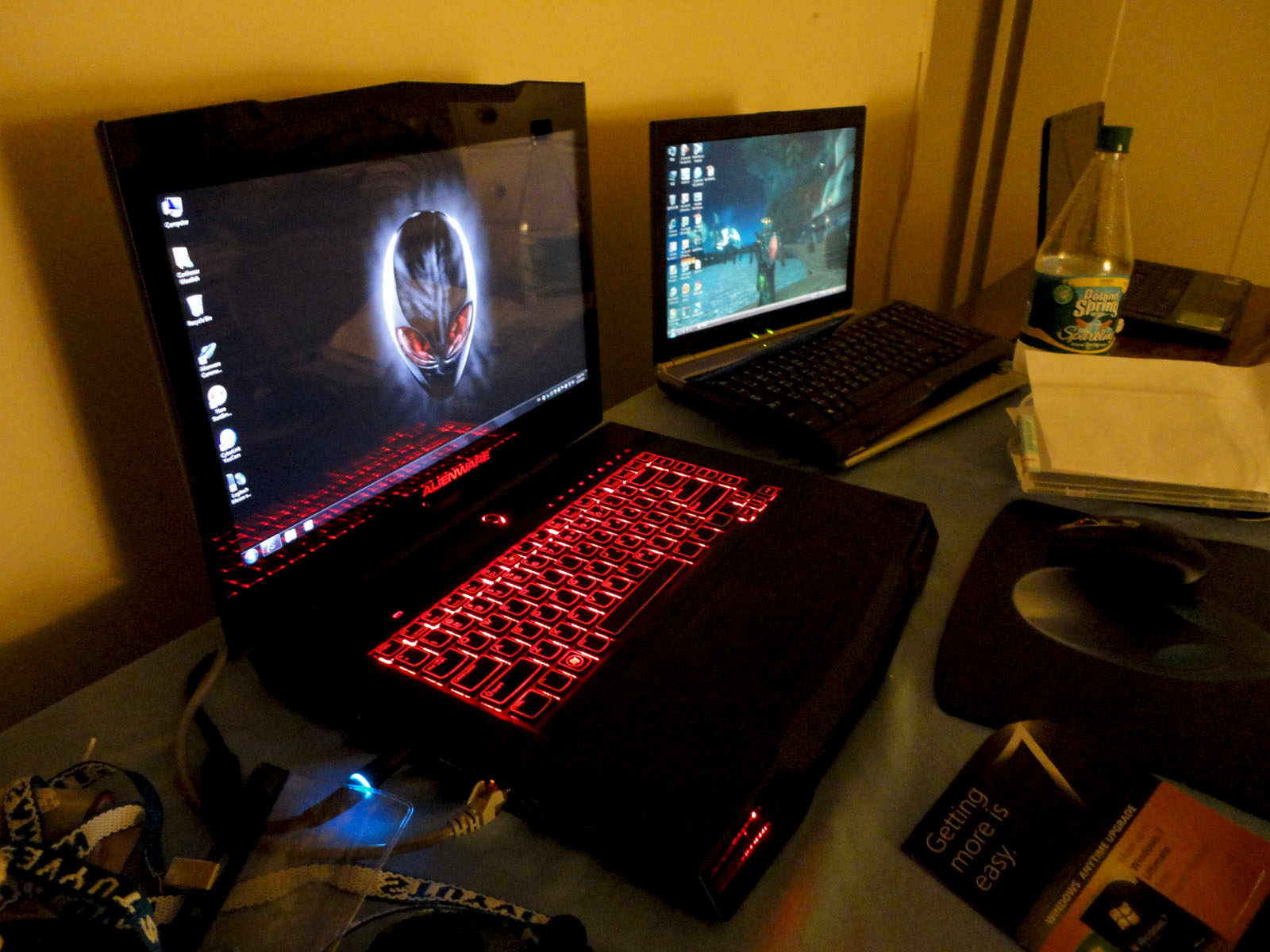
Alienware M15x 2 met rood oplichtend toetsenbord

Alienware is een Amerikaans computerhardwarebedrijf en een volledig dochterbedrijf van Dell. Het bedrijf produceert voornamelijk desktops en laptops voor spellen van hoge kwaliteit en grafisch zware applicaties, zoals videobewerking, simulatie en audiobewerking. Alienware verkoopt ook randapparatuur als headsets, computermuizen, monitors en toetsenborden.
Op de Consumer Electronics Show 2008 in Las Vegas werd er een prototype gepresenteerd van iets dat leek op een 'enorm, gebogen breedbeeldscherm', dat wil zeggen: een scherm dat qua grootte gelijk is aan twee, lichtelijk gebogen lcd-schermen van 61 cm aan elkaar geplakt. Alienware is in 1996 opgericht door Nelson Gonzalez en Alex Aguila. Het hoofdkantoor van Alienware is gevestigd in Kendall, Florida.

## Geschiedenis
Het in 1996 opgerichte Alienware fabriceert desktops en laptops met een hoog prestatieniveau. Volgens de medewerkers is de naam Alienware gekozen omdat de oprichters dol waren op de televisieserie The X-Files. Dit thema gebruiken ze duidelijk ook voor hun producten, die namen hebben als Area-51, Hangar18, m15x, m17x en Aurora.
Alienware was oorspronkelijk bedoeld als niche merk in de game-markt, die toen nog niet druk bezet werd door belangrijke computerfabrikanten als Dell. De producten van het bedrijf zijn niet alleen beroemd vanwege hun hardware, maar ook door de unieke, futuristische designs.

## Overname
Dell heeft sinds 2002 haar interesse voor Alienware laten blijken, maar dit pas in de praktijk gebracht op 22 maart 2006, toen ze het bedrijf overnamen. De nieuwe dochteronderneming hield haar autonomie op het gebied van design en marketing. 